# Patrick Turcotte
Patrick Turcotte (né le 17 juillet 1972 à Montréal, Québec) est un joueur canadien de hockey sur glace. Il a occupé le poste d'entraineur aux Rapaces de Gap de 2006 à 2008 puis de 2010 à 2012 lorsqu'il se retire du hockey français. Il est aujourd'hui professeur à Cardigan Mountain School dans l'état du New Hampshire aux États-Unis.

## Carrière de joueur
Après son hockey mineur au Canada, il évolue 4 saisons au sein du Championnat NCAA de hockey sur glace dans l'équipe du Big Green de Dartmouth, dans la division de l'ECAC. 
En 1995, il part jouer en Europe, dans le club de Gap, évoluant alors en Division 1. Dès sa première saison, il remporte le titre de champion de France et accède à la Ligue Magnus. Après 3 saisons dans les Hautes-Alpes, il part à Mulhouse jusqu'en 2001 avant de revenir à Gap. Il y finit sa carrière de joueur en 2005. Il prend ensuite les reines de l'équipe en 2006 jusqu'en 2008. En 2007, il échoue en barrage de montée/relégation face à Dijon puis la saison suivante, face à Neuilly-sur-Marne. Il part aux États-Unis 2 ans puis revient à Gap, alors en Ligue Magnus pour la saison 2010-2011, en remplacement de André Svitac. Il remporte le trophée Camil-Gélinas lors de la saison 2010-2011.
À l'issue de la saison 2011-2012, le club de Gap annonce que Patrick Turcotte n'est plus entraineur de l'équipe Magnus mais il reste au club en tant qu'entraineur du hockey mineur.

## Statistiques
Pour les significations des abréviations, voir Statistiques du hockey sur glace.

### En club
| Saison    | Équipe                  | Ligue        |    | Saison régulière | Saison régulière | Saison régulière | Saison régulière | Saison régulière |   | Séries éliminatoires | Séries éliminatoires | Séries éliminatoires | Séries éliminatoires | Séries éliminatoires |
| Saison    | Équipe                  | Ligue        | PJ | B                | A                | Pts              | Pun              | PJ               | B | A                    | Pts                  | Pun                  |                      |                      |
| 1991-1992 | Big Green de Dartmouth  | NCAA         | 26 | 9                | 9                | 18               | 32               |                  |   |                      |                      |                      |                      |                      |
| 1992-1993 | Big Green de Dartmouth  | NCAA         | 27 | 12               | 7                | 19               | 20               |                  |   |                      |                      |                      |                      |                      |
| 1993-1994 | Big Green de Dartmouth  | NCAA         | 20 | 9                | 6                | 15               | 8                |                  |   |                      |                      |                      |                      |                      |
| 1994-1995 | Big Green de Dartmouth  | NCAA         | 27 | 16               | 9                | 25               | 22               |                  |   |                      |                      |                      |                      |                      |
| 1995-1996 | Gap                     | Division 1   | 28 | 19               | 25               | 44               | 34               |                  |   |                      |                      |                      |                      |                      |
| 1996-1997 | Gap                     | Ligue Magnus | 31 | 19               | 12               | 31               | 20               | 6                | 3 | 5                    | 8                    | 6                    |                      |                      |
| 1997-1998 | Gap                     | Division 1   | 24 | 12               | 24               | 36               | 50               |                  |   |                      |                      |                      |                      |                      |
| 1998-1999 | Hockey Club de Mulhouse | Division 1   |    | 15               | 11               | 26               |                  |                  |   |                      |                      |                      |                      |                      |
| 1999-2000 | Mulhouse                | Division 1   |    |                  |                  |                  |                  |                  |   |                      |                      |                      |                      |                      |
| 2000-2001 | Mulhouse                | Division 1   | 28 | 15               | 19               | 34               | 24               | 4                | 0 | 1                    | 1                    | 10                   |                      |                      |
| 2001-2002 | Gap                     | Division 1   |    | 14               | 9                | 23               |                  |                  |   |                      |                      |                      |                      |                      |
| 2002-2003 | Gap                     | Ligue Magnus | 16 | 6                | 4                | 10               | 8                |                  |   |                      |                      |                      |                      |                      |
| 2003-2004 | Gap                     | Ligue Magnus | 26 | 10               | 13               | 23               | 14               |                  |   |                      |                      |                      |                      |                      |
| 2004-2005 | Gap                     | Ligue Magnus | 19 | 2                | 3                | 5                | 12               | 6                | 6 | 1                    | 7                    | 2                    |                      |                      |

### Statistiques d'entraineur
Ces statistiques tiennent compte de la saison régulière et des séries éliminatoires du Championnat de France. Les matchs de la Coupe de la Ligue et de la Coupe de France ne sont pas comptabilisés.
Pour les significations des abréviations, voir Statistiques du hockey sur glace.
| Saison    | Division     | PJ | V  | VP | N | DP | D  | BP  | BC  | +/- | Séries éliminatoires                                                                                     |
| --------- | ------------ | -- | -- | -- | - | -- | -- | --- | --- | --- | --- |
| 2006-2007 | Division 1   | 30 | 17 | 0  | 4 | 0  | 9  | 143 | 106 | +37 | Dijon 0-2 Dijon 2-5 (barrage Ligue Magnus / Division 1)                                                  |
| 2007-2008 | Division 1   | 30 | 27 | 0  | 1 | 0  | 2  | 159 | 74  | +85 | Bordeaux 3-4 Bordeaux 3-6 (demi-finale) Hockey Club Neuilly-sur-Marne 4-2 Neuilly-sur-Marne 5-4 (finale) |
| 2010-2011 | Ligue Magnus | 31 | 15 | 4  | 0 | 4  | 8  | 115 | 104 | +9  | Étoile Noire de Strasbourg 2-3 (Quart de finale)                                                         |
| 2011-2012 | Ligue Magnus | 34 | 7  | 6  | 0 | 4  | 17 | 107 | 129 | -22 | Hockey Club Morzine-Avoriaz 3-2 (Premier tour) Chamonix Hockey Club 1-3 (Quart de finale)                |